# 趙孟姿
趙孟姿（1986年10月11日—），台灣女藝人、模特兒。大學本就讀天主教輔仁大學經濟學系，後轉讀實踐大學應用外語學系。凱渥公司旗下女模特兒、女演員、主持人，喜歡旅行，經常參加綜藝節目與出席邀約走秀、時尚活動。丈夫為許孟哲。

## 主持作品

### 旅遊節目
- 欣傳媒《單機小妞拍拍走》系列主持人  [10]
- KKTV台《潛進藍色地球》主持人與許孟哲共同主持。

### 電視節目
- 高點綜合台《遇約九州》主持人
- 東風衛視《挑戰吧！大神》代班主持人

### 活動主持
- 凱渥夢幻之星複賽 主持人[11]

## 演出作品

### 專輯
- Subaru Levorg女神倩影 ：趙孟姿 [12]
  - 麻辣天后宮 十月份月曆女郎_趙孟姿拍攝花絮 [13]

### 車展
- 2016台北世貿新車大展 名模趙孟姿
- 2014台北車展 Showgirls 趙孟姿 [14]

### 走秀
- 趙孟姿 ROXY 2016 泳裝秀 [15]
  - 任你美麗穿搭的自信之路 奇迹暖暖 趙孟姿

### 專訪
- 凱渥女模 趙孟姿泡湯浴訪 蘋果日報[16]
- 2015凱渥夢幻之星 故事分享 趙孟姿

### 短片
- 本味誠現

### 網路劇
- 2016年《Mr.Bartender第三季》飾演 Tracy的經紀人

## 出版作品

### 書籍
- 《健康2.0 : 慢老生活法》 ，趙孟姿為展示模特兒 [17]

### 雜誌
- 《GQ雜誌精選》new year New wish Most Wanted Girls 趙孟姿 [18]

## 慈善公益
- 藝人名模聯合公益拍賣會

## 外部連結
- 趙孟姿的Facebook專頁
- 趙孟姿的Instagram帳戶